# Мірко Богович
Мірко Богович (хорв. Mirko Bogović; 2 лютого 1816, Вараждин — 4 травня 1893, Загреб) — хорватський поет, письменник, видавець і політик. Один із головних діячів хорватського національного відродження епохи ілліризму.

## Біографія
Освіту здобув у військовому училищі в Петроварадині, продовжив навчання у м. Сомбатгей і Загребі.
У 1840 році служив комісаром бана Єлачича в Юрополі, потім був членом рейхсрату, в 1850 році залишив державну службу. Брав участь як політик і письменник у всіх найбільших починаннях хорватів.
Після революції 1848 року, в якій Богович відігравав роль народного лідера, цілком віддався літературі.
Під час реакційного режиму А. фон Баха в 1850-х роках М. Богович був центральною фігурою хорватської літератури в Австрійській імперії.
У 1852 році видавав політичний часопис «Neven», але в 1853 році був посаджений у в'язницю.
З 1860 напрямок Боговича змінився: з ворога мадярів він став прихильником політики примирення, програму якої розробив у 1861 році у брошурі «Programm uber den Wiederanschluss Croatiens u. Slavoniens an Ungarn».

## Творчість
Один із засновників хорватської новели («Приповісті»).
Свою літературну творчість розпочав у журналах «Кроація» та «Іллірійська денниця», потім випустив два томи ліричних віршів: «Ljubice» (1844) і «Smilje і Kovilje» (1847), а також політичні вірші: «Domorodni glasi» («Звуки батьківщини», 1848), написав історичні повісті «Pripoverti» (1860), драми: «Frankopan» (1856), «Matia Gubec» (1860) і трагедію: «Стефан, останній король боснійський» (1857).
Автор сатиричних віршів, поезії про романтику, політику й патріотизм.